# Сары-Арка (аэропорт)
Аэропорт «Сары-Арка» (каз. «Сарыарқа» әуежайы; KASE: ARSA (ИАТА: KGF, ИКАО: UAKK)) — международный аэропорт города Караганды, расположенный в 22 км юго-восточнее Караганды и в 200 км от Астаны. Один из крупнейших аэропортов Казахстана.
Аэродром «Сары-Арка» внеклассовый (без ограничения массы воздушных судов), взлётно-посадочная полоса способна принимать все типы воздушных судов. До распада СССР аэропорт и аэродром носили название «Караганда́ (Центра́льный)».
Аэровокзальный комплекс аэропорта имеет пропускную способность 1200 чел. в час. Мощности аэропорта по обслуживанию пассажиров — 2,5 млн чел в год, по переработке грузов — 18 тыс. тонн в год, по переработке почты — 7 тыс. тонн в год. Является одним из ключевых аэродромов малобюджетной компании FlyArystan.
Аэропорт «Сары-Арка» является аэродромом совместного базирования — на нём также базируются перехватчики МиГ-31 из состава 610-й авиационной базы имени Героя Советского Союза Нуркена Абдирова СВО РК.

## История

### Старый аэропорт «Караганда (Городской)»
Первый карагандинский аэропорт создан в феврале 1934 года. Первоначально полёты выполнялись на самолётах П-5 и У-2 — перелёт из Алма-Аты в Москву (3600 километров) на самолёте П-5 через Караганду, Кустанай и Казань занимал 2 дня. С 1937 года началось регулярное пассажирское беспосадочное сообщение между Карагандой и Алма-Атой на самолётах АНТ-9.
В 1944 году аэропорт перебазирован в район «Нового города», а в 1954 году началось строительство служебных помещений. В 1959 году была построена взлётно-посадочная полоса с искусственным покрытием и одноэтажное здание аэровокзала, аэропорт получил название «Караганда (Городской)»: 49°48′01″ с. ш. 73°08′33″ в. д.
Первый Ил-18 (бортовой № 75689) из Алма-Аты приземлился на бетонной полосе летом 1961 года. Его встречал, в том числе, Дважды Герой Советского Союза пилот Талгат Якубекович Бегельдинов (г. Алма-Ата). С приходом Ил-18 время полёта в Москву сократилось до 4 час. 20 мин. (до лета 1961 г. в Москву летали Ил-14 с промежуточными посадками в Кокчетаве, Петропавловске, Кургане, Свердловске, Казани с общим временем полета — около 15 час.). Первые регулярные авиалинии на Ил-18 были следующие: рейсы № 104/103 Алма-Ата — Караганда — Москва и обратно (1961); в 1962 г. рейсы № 151/152 Ташкент — Караганда — Омск и обратно; № 765/766 Алма-Ата — Караганда — Минеральные Воды — Адлер (Сочи) и обратно; рейс № 961/962 Алма-Ата — Караганда — Куйбышев — Киев и обратно; 1963 г. (январь) открытие рейса № 367/368 Алма-Ата — Караганда — Свердловск — Ленинград и обратно, а в 1965 г. этот рейс был дополнен, чередуясь по дням недели посадками в Казани и Челябинске; 1964 г.: рейс № 1063/1064 Алма-Ата — Караганда — Ростов-на-Дону — Симферополь и обратно; рейс № 741/742 Фрунзе — Караганда — Новосибирск и обратно, и в 1967 году открыт рейс Латвийского управления гражданской авиации № 3779/3780 Алма-Ата — Караганда — Уфа — Рига и обратно.
С осени 1963 года началась эксплуатация новых самолетов Ан-24 на республиканских авиалиниях. В первую очередь были открыты рейсы в Павлодар и Семипалатинск, а затем, в течение 2—3 лет, стали летать в Усть-Каменогорск, Петропавловск, Жезказган, Кокшетау, Уральск, Актобе, Гурьев, Аркалык, Алма-Ату, Шымкент, Джамбул, Балхаш, Шевченко, Новосибирск, Кемерово. Все открытые авиалинии функционировали на регулярной основе, десятилетиями и круглогодично.
В 1963 году рядом со зданием аэропорта открылась гостиница «Старт» для транзитных пассажиров (здание в Стартовом переулке, 61).
В 1973 г. открылся новый терминал, пристроенный к одноэтажному зданию аэропорта (здание в Стартовом переулке, 61/1).
К концу 1970-х годов прямое регулярное авиационное сообщение связывало Караганду с более чем 50 городами СССР.
В середине 1980-х годов гражданская авиация была перебазирована с аэродрома «Городской» на новый аэродром «Центральный». До начала 1990-х аэродром «Городской» использовался как военный (здесь базировалась 154-я отдельная вертолётная эскадрилья ПСС ВВС), затем был закрыт. Сегодня здание старого аэровокзала находится глубоко в черте города, а по бывшей взлётно-посадочной полосе аэродрома «Городской» проходит автомагистраль (улица Бауыржана Момышулы).

### Новый аэропорт «Караганда (Центральный)» — «Сары-Арка»
В 1980 году началось строительство нового аэропорта, получившего название «Караганда (Центральный)», строительство взлётно-посадочной полосы было завершено в том же году, в рекордные сроки, за полгода. 4 ноября 1980 года на взлётно-посадочной полосе аэродрома произвёл посадку первый авиалайнер Ил-62 (бортовой № 86694) из Алма-Аты, командир — заслуженный пилот СССР Б. Марышев.
В 1992 году аэропорту «Центральный» присвоен статус международного аэропорта и название «Сары-Арка».
5 сентября 1996 года в аэропорту «Центральный» был официально открыт новый аэровокзал.
5 ноября 2005 года в результате проведения открытого инвестиционного тендера по продаже государственного пакета акций АО «Аэропорт „Сары-Арка“» был заключен договор купли-продажи государственного пакета акций в размере 100 % с ТОО «Sky Service». По состоянию на 31 декабря 2015 и 2014 годов ТОО «Sky Service» являлось материнской компанией АО «Аэропорт „Сары-Арка“». Конечной контролирующей стороной для Компании является Рустем Бектуров.

## Принимаемые типы воздушных судов
Все типы воздушных судов. Максимальный взлётный вес воздушного судна без ограничений. Классификационное число ВПП (PCN) 64/R/A/W/T.

## Показатели деятельности
В 2018 году аэропорт города Караганды обслужил 271 тысяч 411 пассажиров и обработал 7 978 тонн груза.

### Пассажиропоток
| год            | 2012    | 2013    | 2014    | 2015    | 2016    | 2017    | 2018    |
| Пассажиропоток | 167 698 | 196 207 | 196 201 | 281 931 | 222 445 | 254 838 | 271 411 |

## Происшествия
- 27 октября 1959 года вблизи аэропорта Караганда в сложных метеоусловиях (ниже метеоминимума аэродрома) потерпел катастрофу самолёт Ли-2. Погиб один пассажир, семь ранено[8].
- 29 ноября 2010 года в аэропорту совершил экстренную посадку Boeing 747 гонконгской авиакомпании Cathay Pacific, совершавший рейс из Амстердама в Гонконг. Причиной аварийной посадки послужила разгерметизация кабины[9].

## Археология
В районе «Сары-Арки», неподалёку от Караганды, экспедицией Сарыаркинского археологического института КарГУ раскопан ступенчатый мавзолей Бегазы-Дандыбаевской культуры эпохи поздней бронзы. Учёные считают, что мавзолей возвели в «Сары-Арке» более 3 тыс. лет назад.

## Иллюстрации

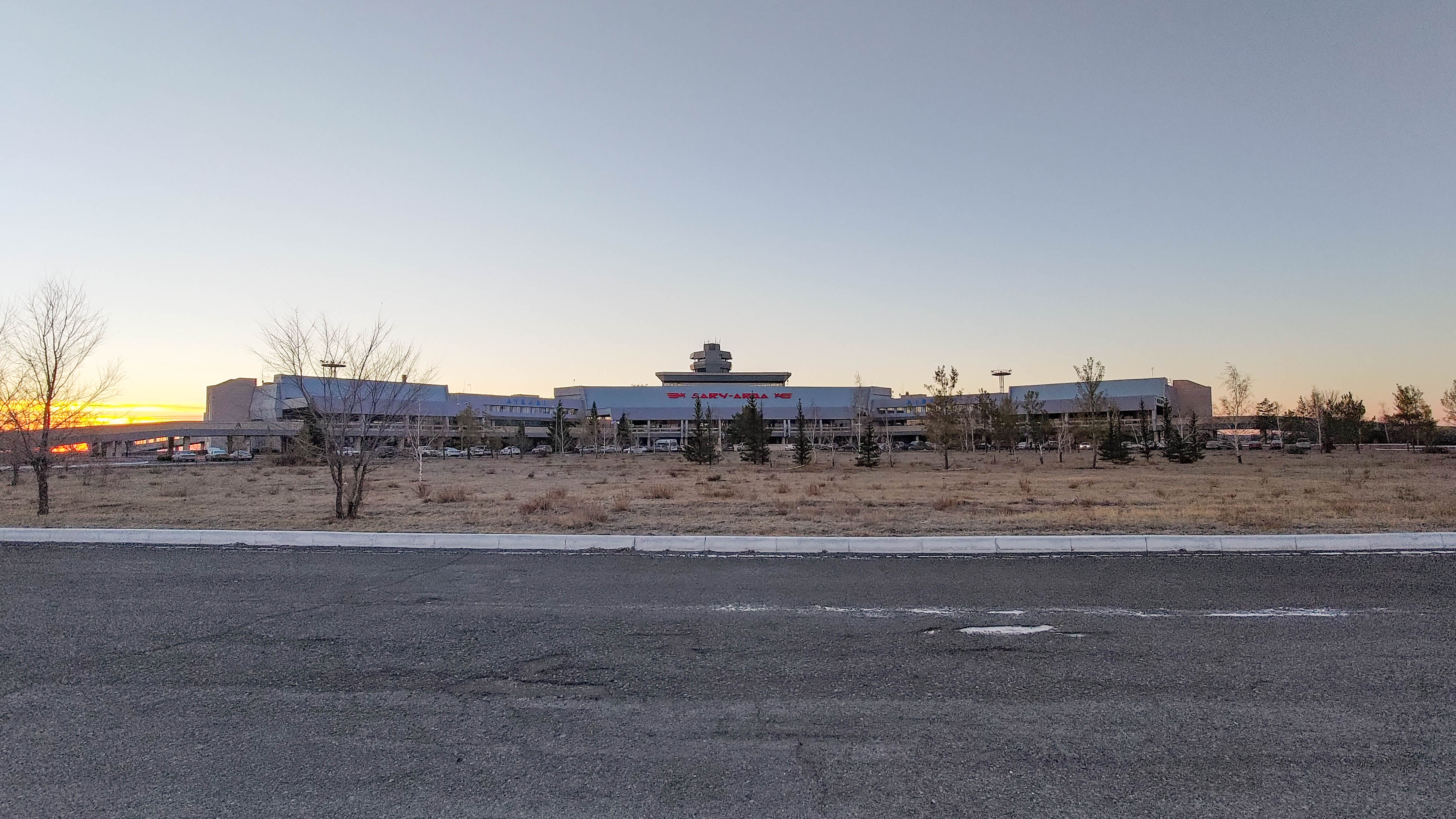
Панорама аэропорта
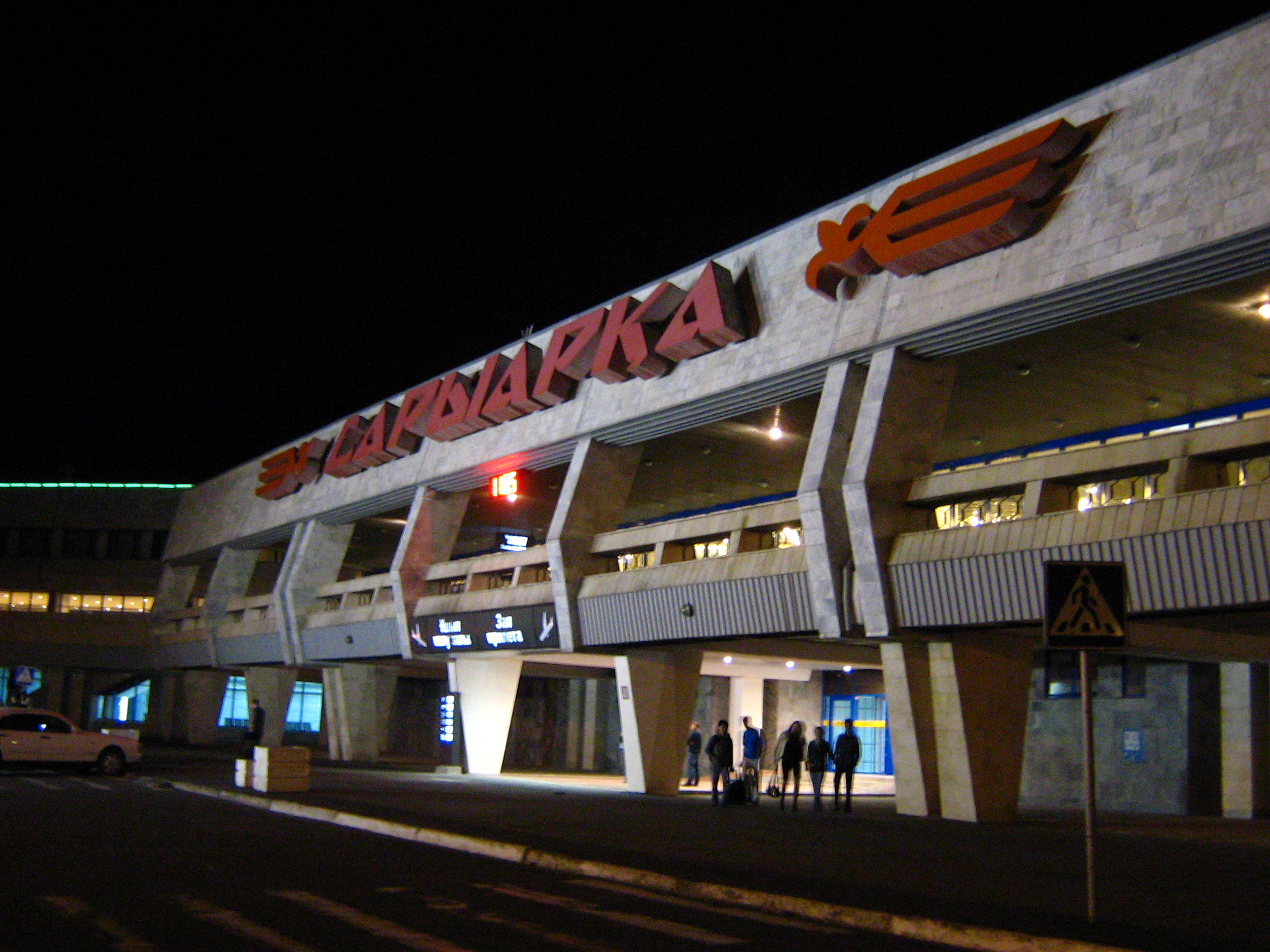
Аэропорт «Сары-Арка» ночью.
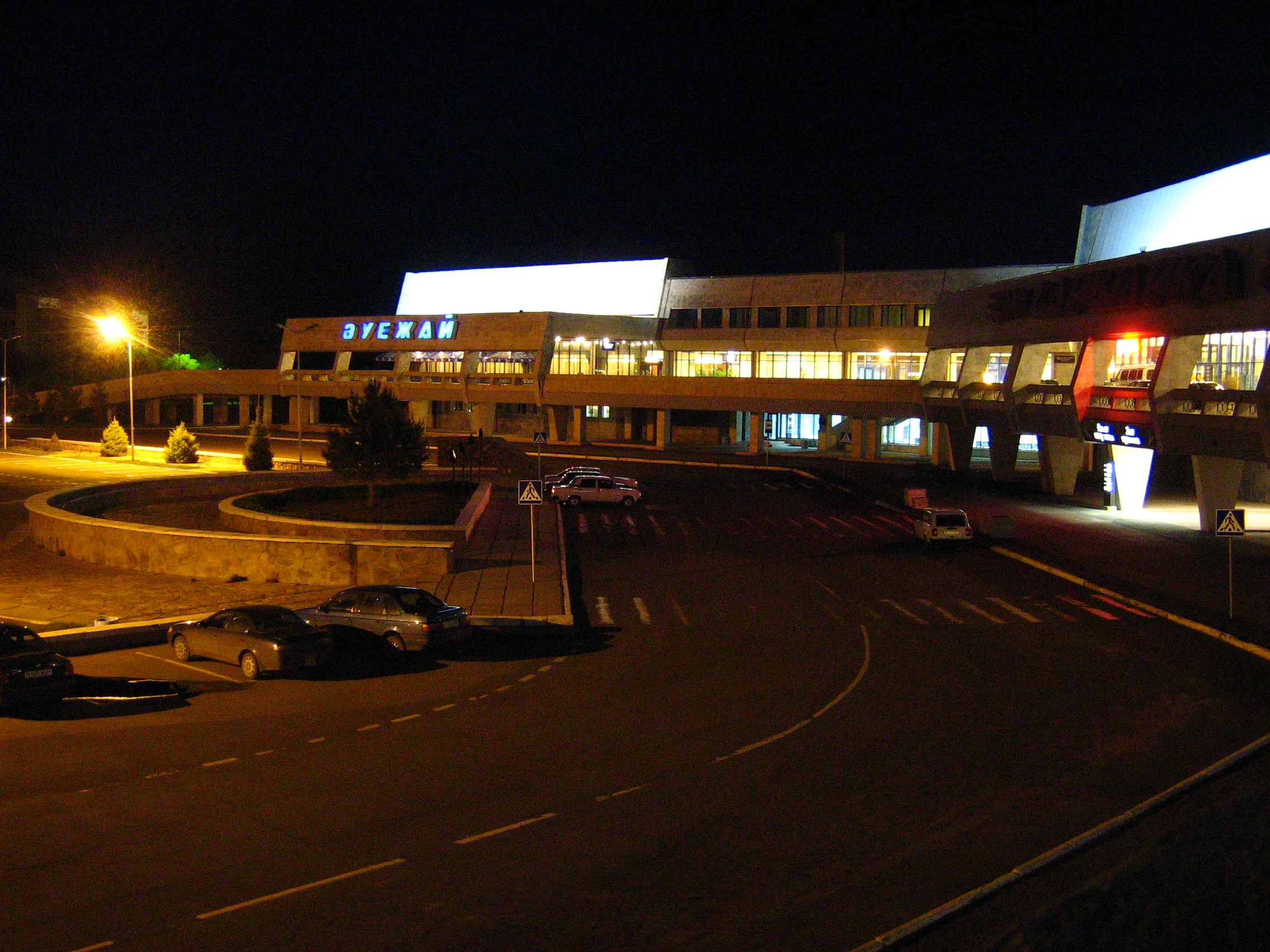
Аэропорт «Сары-Арка» ночью.
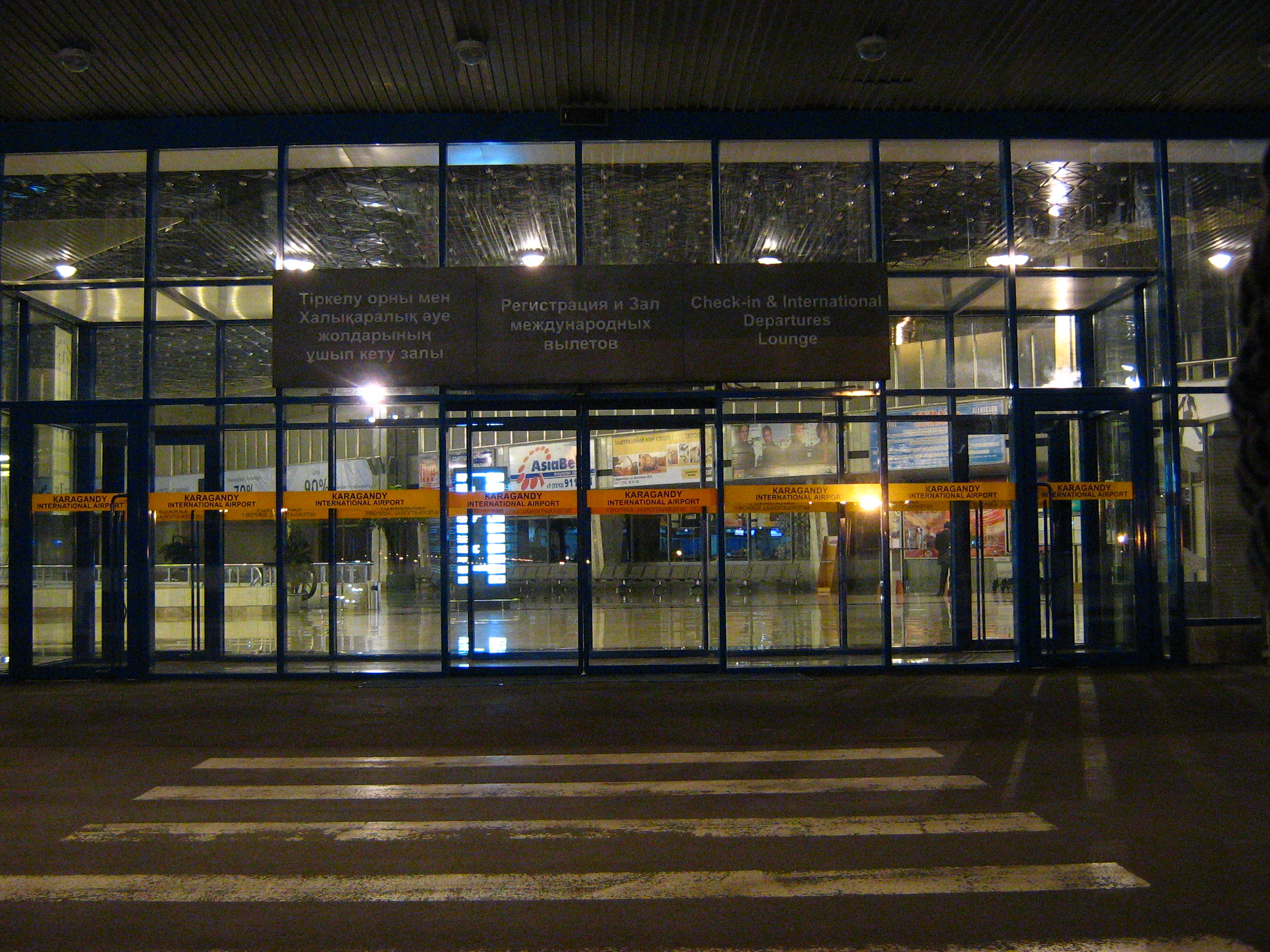
Зал вылета международных линий .
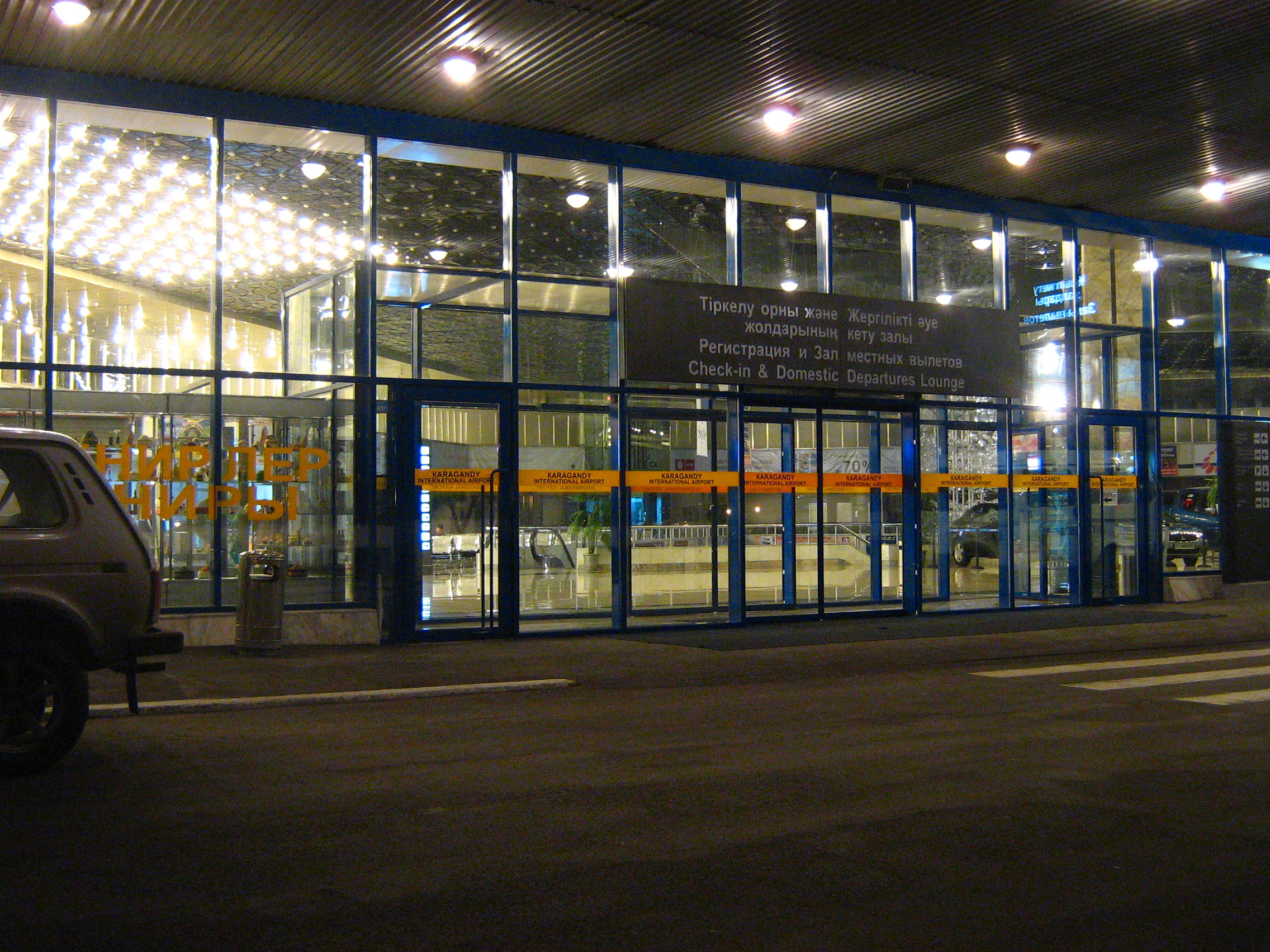
Зал вылета внутренних линий.
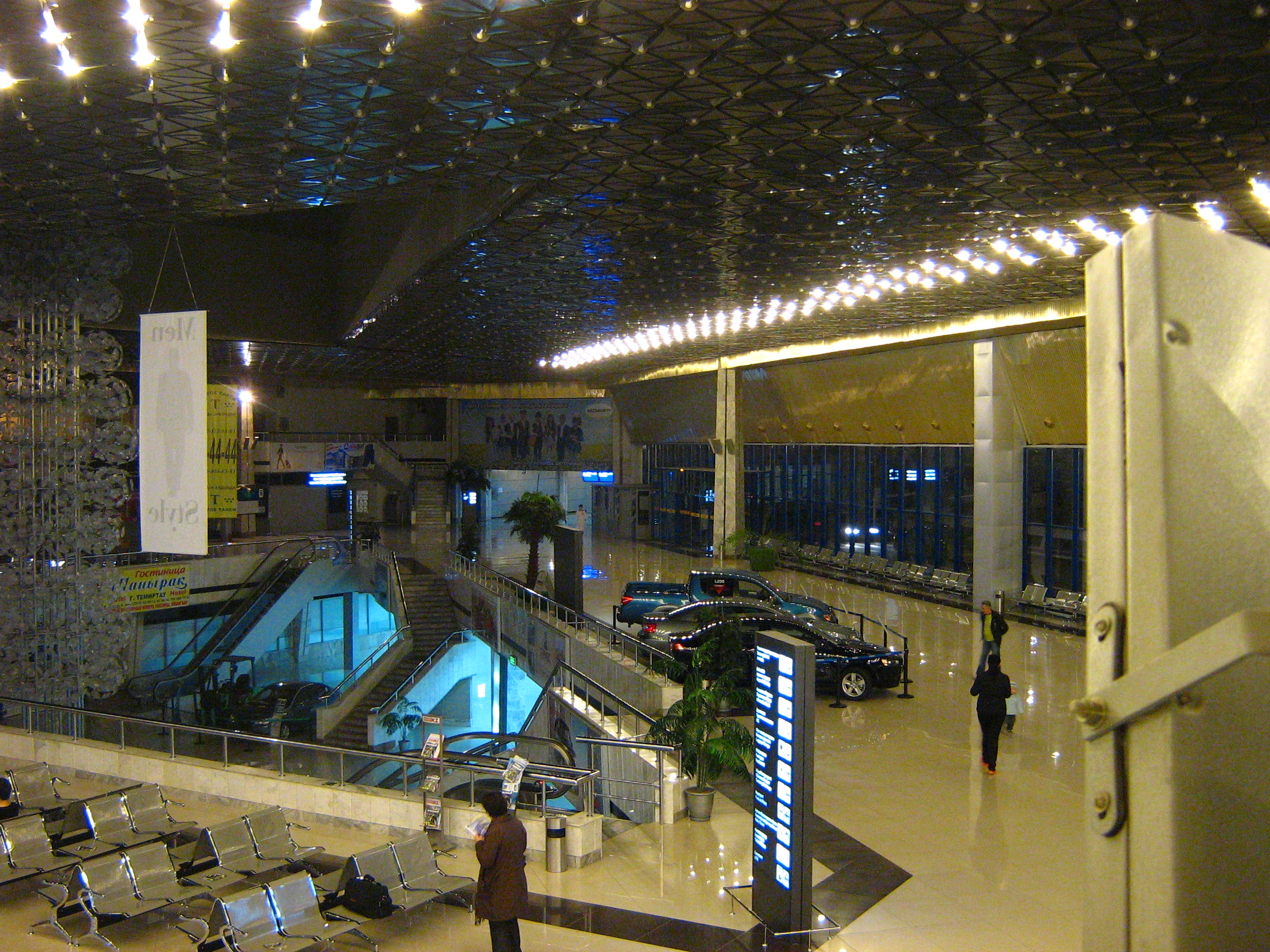
Интерьер аэропорта.